# Терсинское сельское поселение (Волгоградская область)
Те́рсинское се́льское поселе́ние — муниципальное образование в Еланском районе Волгоградской области. Административный центр — село Терса.

## История
Терсинское сельское поселение образовано 24 декабря 2004 года в соответствии с Законом Волгоградской области № 980-ОД.

## Население
| 2010  | 2012  | 2013  | 2014  | 2015  | 2016  | 2017  |
| ----- | ----- | ----- | ----- | ----- | ----- | ----- |
| 1540  | ↘1519 | ↘1468 | ↘1415 | ↘1392 | ↘1375 | ↘1348 |
| 2018  | 2019  | 2020  | 2021  |       |       |       |
| ↘1299 | ↘1280 | ↘1268 | ↘1235 |       |       |       |

## Состав сельского поселения
| № | Населённый пункт | Тип населённого пункта       | Население |
| - | ---------------- | ---------------------------- | --------- |
| 1 | Терса            | село, административный центр | ↘1235     |